# 압력 단체
압력 단체(advocacy group)는 특정 이익을 위해 의회나 행정부에 정치적인 압력을 행사하여 그 목적을 달성하려는 이익 단체를 말한다. 교육자 단체·의사 단체·재향군인 단체·변호사 단체 등이 있다. 국가에 따라서는 그 영향력이 거대하여 행정부·사법부·입법부를 제3부라 하며, 언론을 제4부, 압력단체를 제5부라 하기도 한다.
특정 계층의 이익을 추구하는 로비 집단으로서의 의미도 있지만 흑인 인권 등 일반적인 의미에서 공공선을 추구하는 각종 시민 단체의 성격을 띄기도 한다. 한국에서는 시민 단체라 하면 주로 압력 단체를 포괄하여 가리킨다.

## 개요
압력 단체란 정치기구와 일반 국민 사이에서, 이해를 같이하는 사람들이 자기 이익을 수호하기 위해 조직된 자발적인 집단이다. 그리고 이것은 때에 따라 중간집단(中間集團) 혹은 이익집단(利益集團)이라고 불리기도 한다. 미국의 사회학자인 로즈는 현대사회 내의 중간집단을 표출적 집단(表出的集團, expressive group) 및 사회적 영향집단(社會的影響集團, social influence group)으로 분류하고 있다. 전자는 인간이 지닌 자기 표출의 욕구와 관련하여 그것에 만족을 주는 집단으로 그 예로서는 오락, 운동단체, 사교클럽 등을 들 수 있고, 후자는 집단행동을 통하여 욕구 충족을 얻고자 하는 사회적 활동을 중심으로 한 집단으로 그 예로서는 노동조합, 직업단체 등을 들 수 있다고 한다. 이러한 두 가지 형태의 중간집단 중에서 후자가 여기서 말하는 압력단체에 해당한다. 말하자면 압력단체란 사회 내의 중간집단 중에서도 자기 집단의 이익을 수호하기 위하여 정치 권력에 직접적인 영향력을 행사하는 집단이라는 것이다. 압력단체야말로 정치적 이해관계의 상충에서 빚어지는 부작용을 의식함으로써 정치성을 강하게 띠게 마련이다.
압력단체는 자기 집단의 이익을 대표하고 그것을 집약해서 정치기구에 반영시키려 한다는 면에서 보면 오늘날의 정당과 비슷하다. 그러나 압력단체를 정당과 엄격히 구분짓는 것은 그 기능상의 차이점을 통해서이다. 압력단체는 자기 집단의 이익을 수호하기 위해 영향력을 행사함으로써 정치 권력의 획득을 위한 경쟁에는 간접적으로 참여하는 데 그치지만, 정당은 바로 정치권력을 획득하기 위한 경쟁에 직접적으로 참여하고 있다. 또한 압력단체는 한 집단의 특수하고 구체적인 요구를 대변하고 있는 데 반해서 정당은 선거인의 포괄적이고 일반적인 요구를 대변하고 있다는 데서도 차이가 있다.
그러나 무엇보다도 압력단체가 지니는 가장 두드러진 특징은 그것이 사회 내에서 차지하는 위치이다. 압력단체는 정치권력과 일반 국민 사이에서 세력의 흐름을 관리하고 그 구성원을 사회적 가치와 연결짓고 있다. 따라서 압력단체는 다른 어떤 집단들보다도 사회의 관심사들을 가장 정확하게 반영하고 있다. 국가를 막론하고 여러 가지 이유 때문에 사회 내 중대한 문제들이 정치영역에 흡수되지 않는 경우가 많다. 오늘날 정당들이 사회 내 온갖 문제들을 배려하게끔 정비되었다고 하지만 안목(眼目)의 확산으로 말미암아 문제의 일반화에 그치고 구체화의 능력은 상실하고 말았다. 이러한 상황에서 각종 압력단체들은 자기네 문제들을 구체화해서 그것이 정치 영역에 흡수되도록 유도하는 역할을 도맡고 있다.
또한 경제적·사회적·정치적인 세력들간의 관계에서 볼 때, 압력단체들은 경제적인 세력을 사회적인 세력으로 재편하고 사회적인 세력으로 재편하고 사회적인 세력을 정치적인 결정으로 변이시키는 역할도 도맡고 있다. 비단 비경제적인 이익을 수호하려는 압력단체라도 사회적·문화적인 변화의 넓은 연관 속에서는 똑같은 역할을 도맡고 있다. 요컨대 압력단체들은 경제적 사회적인 세력들을 정치적인 세력으로 유도하는 교량적 역할을 도맡고 있다고 할 수 있다. 오늘날 정치 사회에서 압력단체들이 없거나 있더라도 제 구실을 못할 때는 산재된 경제적·사회적인 세력들을 정치에로 집결시키는 힘을 상실하고 만다.
역사적으로 볼 때 압력단체들은 때로는 개혁의 기구로서의 역할을 도맡기도 하고 때로는 안정의 기구로서의 역할을 도맡기도 했다. 정치체제나 정당들이 보수적인 경향에 젖어 있는 곳에서는 압력단체들이 개혁의 기구로서의 역할을 다하고 반면 정당과 공공기관이 개혁의 주된 원천이 되고 있는 곳에서는 압력단체들이 기존질서를 고수하는 현상유지의 역할을 다해 왔다. 따라서 압력단체들은 기존합의를 파괴할 수도 또 새로운 합의를 마련할 수도 있다. 바로 압력단체들은 통치체제 안에서 안정과 변화의 사이에 균형을 유지하는 역할을 도맡고 있다고 할 수 있다. 말하자면 압력단체들은 정치체제의 안정과 변화를 조정하는 기구라고 해도 무방하다는 것이다.
또한 압력단체들은 자기네 잠재적 내지 실제적인 성원의 요구들을 단지 표현할 뿐 아니라 그 성원의 사회적 에너지를 분출하는 기구로서의 역할도 도맡고 있다. 원래 인간은 자기의 요구를 내세울 수 있을 때에는 불만이 축적되지 않으며 나아가서는 그 체제 자체에 대해서도 일체감을 지니게 된다. 따라서 전체주의 국가의 강제된 대중조직이든, 민주주의 국가의 자발적인 조직이든 집단운동은 사회성원의 요구를 분출시킴으로써 그 정치체제에 대한 개인의 일체감을 촉진시킨다.
오늘날 정당활동의 단속성(斷續性)과 정당선전의 추상적인 일반성과 비교해 볼 때 압력단체를 통한 집단운동은 항상 보다 더 구체적이고 계속적인 성향을 띠게 마련이다. 따라서 압력단체를 통한 시민의 사회화는 보다 효과적이고 지속적이 된다. 압력단체들이 그 성원의 사회생활을 위한 체계를 마련해 주는 곳에서는 그것은 분명 정당의 기능을 충족시키거나 적어도 보완하는 역할을 다한다. 앞서도 지적한 바와 같이 정치체제 안에서 압력단체들이 제구실을 다하면 개개적인 성원들의 고립감은 극복되고 정치적 권위에 대해서도 일체감을 지니게 된다. 뿐만 아니라 정당의 리더십 못지않게 집단의 리더십도 정치적 기술을 습득하고 행사하는 계기를 마련해 주고 또 사회적 승진의 길을 터주기도 한다.
신생 국가에 있어서 일반 국민으로 하여금 정치에 대한 합리적인 평가의 기술을 습득하게 해서 정치체제에 대한 일체감을 조성하는 일은 정당 못지않게 압력단체가 담당하고 있다고 할 수 있다.

## 특성
압력단체는 특정 이해의 증진을 목적으로 정치에 작용해서 이를 움직이려는 이해단체이다. 압력단체의 특성을 들어보면 다음과 같다.
1. 본질적으로 협동해서 사회적·경제적 목적을 달성하기 위해서 만들어진 사적 결사라는 성격이 있다. 따라서 그것은 일반 농민층 같은 무조직의 집단도 또 시민대회 같은 일시적인 존재도 아니며, 규약과 기구를 갖추고 사회적으로 활동하는 결사이다.
2. 압력단체는 근대국가에서의 결사의 자유와 상향적(上向的)인 사회적 요구를 국가의사에 반영시킬 수 있는 채널이 공인되는 정치체제 즉 근대적 의회정치를 전제로 하며, 중세나 고대에도 압력단체가 존재했다고 한다는 것은 개념의 무리한 일반화라 할 수 있다.
3. 압력단체는 사회적인 목적 그 자체가 조직된 결사이므로 그러한 목적들이 정치권력에 의해 정치기구에 편입되었을 경우에는 정치단체라는 이질의 것이 된다. 예를 들면 무솔리니는 파시스트 독재수립의 한 방법으로서 1928년에 하원을 직능의회(職能議會)로 만들었는데 그 조직의 기반이 된 농업·은행업 및 기타의 전국조합은 압력단체가 아니었다.
4. 압력단체는 정치에 작용하여 이를 움직이려는 사회적 결사이다. 근대국가의 정치는 국가기관의 선임과 정책의 수립·집행(법의 定立執行과 재정 및 이에 관련된 사항) 등의 과정으로 이루어지나 압력단체는 이에 작용하여 자체의 목적달성을 위해 유리한 여러 조건을 확보하려고 노력하게 된다.
5. 압력단체는 위에서 지적한 것과 같은 의미에서 정치활동을 하는 것으로서 정당과도 밀접한 관계를 가지고 있으나 여러 가지 면에서 정당과는 구별된다. 첫째, 정당은 농민·노동자·금융업자 또는 해운업자 등의 특정의 이익의 증진을 목적으로 하는 결사가 아니라 정치권력의 획득 내지는 유지를 목적으로 한다. 둘째, 그러나 압력단체는 그 자체의 이익의 증진을 목적으로 하므로 선거에 임해서는 그 이익의 증진에 호의적인 입후보자를 당선시키기 위해 또는 거기에 절대적인 입후보자의 당선을 지지하기 위해 활발히 운동을 하나 그것은 어디까지나 특정 입후보자의 당락이 단체 자체에 유리한 정책의 수행을 가능케 하거나 또는 단체에 불리한 정책의 수행을 불가능케 하려는 범위내에서의 일이다. 다시 말하면 압력단체에 있어서 중요한 것은 정책이며 정권이나 인사(人事)는 아니다. 셋째, 개개의 압력단체는 아무리 강력한 것이라 하더라도 사회전체로 보면 소수자의 집단에 불과하므로 정당이 정권 장악을 목적으로 하는 한 특정의 압력단체와는 손을 잡을 수가 없다. 즉, 정당은 상호간에 다양한 관계를 갖고 있는 수많은 압력단체의 요구를 당내에서 조정할 수밖에 없다.

## 역사
압력단체가 계속적으로 정치에 개입하기 시작한 것은 미국에서는 19세기 후반이며 영국에서는 20세기 초였다. 오늘에 있어서는 미국·영국 두 나라는 물론 다른 모든 나라에 있어서도 정도의 차이는 있으나 압력단체의 활발한 움직임을 도외시하고서는 정치협상을 이해할 수 없게 되어 있다. 이렇게 압력단체가 오늘날 정치에서 큰 비중을 차지하게 된 데에는 세 가지 원인이 있다.
첫째, 사회구조의 변화를 들 수 있는데 자본주의 발전에 따라 사회구조가 복잡다단해지고 또 유동적이 되어 다양한 사회적·경제적 이해가 그물눈처럼 복잡하게 서로 얽히게 되었다. 물론 일정 지역의 주민 사이에는 지역적인 공통된 이해(교육·환경·위생·도로·상하수도 등)가 있으나, 이는 주로 지방단체가 공공업무로서 처리해야 할 성질의 것이며 전국적 규모의 문제로서는 오히려 각 개인의 직업이나 경제활동을 중심으로 한 직능적 이해관계 분야가 더욱 중요한 의미를 지니게 되었다. 그리고 주식회사의 발달사에서도 볼 수 있듯이 개인간에 공통되는 이익은 개개인의 행동보다 조직된 집단의 협동 행위에 의해서 보다 효과적으로 증진될 수 있다. 옛날 혈연집단(血緣集團, 가족이나 부족)의 기능을 지연집단(地緣集團, 촌락·지방단체)이 물려받았듯이 지금은 지역의 기능을 직능조직이 인수하는 과정에 있다. 오늘날 흔히 말하고 있듯이 '집단번영의 시대'라고 말해도 좋을 것이다. 단일 조직에 속하는 사람의 수가 증가되고 또한 이러한 조직의 수가 증가되고 있을 뿐만 아니라 이들 조직을 연결하는 연합회의 수도 현저히 늘어가고 있다. 통신과 교통수단의 발달은 이러한 전국적인 조직화를 용이하도록 뒷받침하고 있다.
둘째, 정부기능의 질과 양 양면의 확대를 들 수 있다. ① 자본주의의 발달에 따르는 무산계급의 사회적 불만의 증대와, ② 경기 변동에 따르는 경제적·사회적 혼란, ③ 독점적 중화학 공업(重化學工業)과 정치권력의 유착(癒着) 등은 19세기에 있어서의 자유경제를 대신하는 국가독점·자본주의를 낳게 하였으며 경제사회의 모든 면에 대한 정치의 관여와 권력적 통제를 강화시키는 결과를 가져왔다. 위에서 지적한 바와 같이 여러 이해집단의 입장에서 관찰한다면 정치의 동향에 따라 압력단체의 운명이 결정된다는 뜻을 갖게 되는 것이며 따라서 이해집단으로서는 능동적으로 정치에 작용하여 스스로에게 유리한 정책이 구현되도록 부단한 노력을 하는 것은 필연적인 현상이라 하겠다.
셋째, 정당이 사회적 이해관계를 국정에 반영시키는 기능을 충분히 발휘할 수 없게 되었다는 사실이다. 정당은 집권을 위해서는 선거에서는 승리하지 않으면 아니 되며 선거에서 승리하기 위해서는 사회의 여러 층에 대한 호소력을 갖고 있지 않으면 안 된다. 이러한 뜻에서 정당은 사회적인 여러 가지 이해에 대한 정치적 요구를 국정에 반영시키는 역할을 하게 되나 19세기 말부터 이 기능이 조금씩 퇴색하였다. 그 원인은 ① 19세기 후반에 선거구조직이 확립되고 소속의원에 대한 당의 규제가 엄격해지면서 정당의 융통성이 상실되는 동시에 당의 과두지배층과 특정 사회집단의 결합이 용이해진 사실에 있고, ② 선거구 출신의 의원이 주도권을 쥐는 정당이 반드시 사회적인 여러 가지 이해의 대변자로서 적합치 않다는 사실에 있으며, ③ 매스컴 수단과 각종 사회적 결사의 발전은 의회와 정당의 정치적 기능의 일부를 매스컴으로 이행시키는 결과를 가져왔다는 데 있으며, ④ 특히 양당제의 경우 2대정당 내부에서 잡다한 사회적 이해관계가 작용하여 그 움직임이 제약을 받는다는 것등에 있다.

## 압력정치
압력단체는 본질적으로 특정의 사회적 이해에 기반을 갖는 사적 결사이며, 이 이익을 증진하는 방법으로서 정치에 작용하는 것이다. 이러한 작용이 부단히 계속되고 그것이 어느 정도의 성과를 가져오는 경우 압력정치라는 말이 나오게 된다.
압력정치에 대해서는 압력단체가 자체의 사적 이익의 증진을 위해 정치에 은밀하게 압력을 가한다는 것(여기에 왕왕 부패가 수반된다)이 정치의 공명성과 공공성을 해치게 된다는 비판의 소리가 일어나고 있다. 즉 정당은 선거를 통해서 국민의 심판을 받음으로써 비로소 의회에서 공적인 발언을 할 수 있는데 압력단체가 공적인 정치기구의 배후에서 정치적 책임이 따르지 않는 방법으로 은밀히 그리고 왕왕 부정수단을 사용하면서 정치를 움직인다는 것은 있을 수 없는 일이라는 비판이다. 그러나 문제는 압력단체의 출현 원인 자체가 정당이 사회의 대표기능을 충분히 발휘치 못하게 되었다는 사실에 있다.
또한 압력단체가 사적 이익을 추구하는 것이 정치의 공적 성격과 부합되지 않는다는 비판 자체에 비판의 여지가 있다. 왜냐하면 다양한 사적 요구나 사적 이해가 서로 경쟁관계에 서서 정치적 발언권을 다투는 결과로서 공공의 이익이 형성되는 것이며 처음부터 사적 이해를 부정하고 그것을 초월한 곳에 공공의 이익이 있다는 것은 독재자의 논리이기 때문이다. 그러나 사적 이해가 서로 경쟁해서 정치를 움직이려 할 경우 가장 문제가 되는 것은 사적 이해의 비중이 모두 동일하지는 않다는 사실이다. 막대한 자금·방대한 수의 구성원·공고한 조직·유능한 간부진과 사무국 등을 갖춘 유력한 압력단체와 약체의 압력단체가 있을 때 어느 편이 정치를 움직일 수 있는가는 자명한 일이며 사적 이해간의 경쟁에서 공공의 이익이 예정조화(豫定調和)로서 출현한다고 본다는 것은 지나치게 낙관적이라고 해야 할 것이다.
다음에 압력단체는 종래 비판의 대상만이 되어 왔으나 현대의 정치적 상황하에서는 약간의 중요한 기능도 갖고 있다는 사실을 인정하지 않으면 안 된다.
그 하나는 정당을 통하여 대변하기에 곤란한 정치적 요구를 정치에 반영시킬 수 있고, 둘째는 의원이나 행정관리에게 필요한 전문적 정보를 제공하며, 셋째는 선거와 선거의 중간시기에 유권자의 의견과 정치적 감정을 정치에 반영시키는 매체구실을 한다는 사실이다. 선거에서 승리한 정당이 내세우는 정책의 전부가 유권자 다수의 지지를 받고 있다고 생각하는 것은 비현실적이며, 정책에서 빠진 사항이 전부 유권자의 반대를 받고 있다고 보는 것도 타당치 않다. 선거시의 정당의 정책과 수시로 일어나는 유권자의 정치적 요구 사이의 간격을 메우는 것이 압력단체의 역할이다.

## 조직
압력단체는 특정 이해를 기반으로 해서 조직된 이해단체로서 통상적 조직(규약·구성원·기구)을 가지고 활동하는 것은 물론이지만 정치적 작용을 하기 위한 특별한 기관을 두는 경우도 있다.

### 로비스트
미국에서는 입법대표자로 구성되는 '입법부(立法部)'를 두는 단체가 적지 않다. 입법대표자는, 예컨대 철도원친목조합(대한민국의 경우는 홍익회)의 경우를 보면, 본부는 중앙에 두고 상근요원을 사용하여 '본조합 대회가 결정한 입법정책에 따라 법률의 제정·개정 또는 폐지를 실현'시키기 위하여 모든 입법문제를 취하는 전임자(專任者)를 두고서 ① 입법에 관한 통계, ② 주제통상위원(州際通商委員)에 관한 보고, ③ 의원의 투표기록의 작성, ④ 각 입후보자의 입장이나 과거의 투표기록에 의거한 추천자의 결정 등 여러 가지의 직무를 수행케 한다. 이들을 로비스트라고 부르는데 이 명칭은 의회의 입법에 압력을 가하는 일에 압력단체의 노력이 집중되었던 초기 단계에 그 임무를 담당했던 압력단체의 대표가 의회의 로비에서 의원과 면접한 데서부터 생긴 것이다. 로비스트로는 변호사나 전직 국회의원이 유능하다고 알려져 있는데 과거에는 매력있는 여성들이 활약한 일도 있었다.
또 선거에 임해서 특히 선거운동을 위해 특별한 기관을 설립하는 단체도 있다. 예를 들자면 1944년에 CIO에 설치된 정치활동위원회 같은 것이 그 예 중의 하나이며 이 위원회는 ① 유권자의 등록, ② 후보자의 과거의 투표기록, ③ 기타 정보의 공표, ④ 기권방지 등에 관한 업무 등을 수행했다.

### 압력단체의 조직과 운영
압력단체의 운영에 관해 문제가 되는 것은 단체의 의사와 활동이 과연 그 구성원이 참가한 가운데 민주적으로 결정되고 있는가 하는 점이다. 실제로는 소수간부에게 결정권이 맡겨지고 일반 구성원은 대회에서 일부의 보고를 받는 데 그치는 예가 많다. 그 원인으로는 조직의 대규모화와 변천하는 정치정세에 임기응변으로 대처하는 필요를 들 수 있다. 이것은 또 단체간부와 정계 내지 정부관리의 결탁을 가능케 한다.

### 압력단체와 정당과의 관계
압력단체는 예외없이 비당파적(非黨派的)이며 중립적이라는 간판을 내걸고 있다. 압력단체는 그 통제하에 있는 방대한 투표력과 자금을 선거시 정당이나 입후보자 개인과의 거래를 위해 사용함으로써 그 위력을 나타낼 수 있으므로 미리 특정 정당에 고정적이며 계속적인 지지를 약속한다는 것은 현명치 않다. 그러나 학자에 따라서는 이 유혹형(誘惑型) 이외에 결혼형과 약혼형을 드는 사람도 있다. 가령 노동조합이 영국 노동당의 구성요소가 되어 있는 것 같은 경우가 결혼형이며 경영자단체나 사업단체가 인적 관계를 통해서 영국 보수당과 사실상 결합되어 있는 것 같은 경우가 약혼형이다. 미국에서는 정당 재편성이 진행되던 20세기 중엽부터 적지 않은 수의 이해단체가 2대정당에 대해서 중립을 유지하기가 곤란한 입장에 서게 되었다. 이것은 2대정당의 사회적 기반의 차이가 차츰 명확해지고 있는 경향에 대응하여 압력단체의 소위 계열화가 이루어지고 있다는 것을 말해 준다.

## 활동
압력단체의 활동은 처음에는 입법과정을 주대상으로 하고 있었으나 오늘날에는 입법·사법·행정의 전 분야에 걸치는 동시에 선거나 공무원의 임명 등 공직선임에도 힘을 기울이고 있으며 또한 일반유권자에 작용해서 여론형성에도 노력하는 등 대단히 복잡한 양상이 생기고 있다. 오늘날 압력단체 활동의 특색으로는 ① 입법과정뿐만 아니라 법의 진행면도 중요시하며 따라서 의원뿐만 아니라 행정관리에도 접근하려는 경향이 강하다는 점, ② 정부기관에 작용하는 동시에 그 뒷받침이 되는 선전에도 힘을 기울인다는 점, ③ 선거 기타의 공직선임에 적극적 관심을 가진다는 점, ④ 압력의 기술이 세련되어 일상 친분이나 단순한 정보의 제공이 중시된다는 점 등을 들 수 있다.
압력단체의 활동은 대단히 광범위하여 공직후보자의 지명·선거·의회의 조직·법안의 기초·의안심의·법집행·예산·소송 등 모든 부문에 걸쳐 단체의 이익에 호의적인 인물을 확보하고 적대적인 인물을 배제하기 위해서 그리고 자체의 이익을 증진하는 정책의 실현을 추진시키고 그 이익을 저해하는 정책의 실현을 저지하기 위해 온갖 수단을 동원한다.

### 후보자에 대한 압력활동
미국의 경우를 예로 든다면 후보자지명에 관해서는 과거의 투표기록과 경력 및 배후관계 등 후보자 전반에 걸쳐 자세한 조사를 한 후에 지지 또는 반대여부의 태도를 결정한다. 경우에 따라서는 압력단체가 직접 적격자를 선정해서 정당의 공인을 받도록 공작하는 예도 있다. 후보자를 지원하는 방법으로는 투표력의 동원과 자금지원의 두 가지가 있다.
직접선거제가 아니고 당대회에서 후보자를 지명할 경우에는 당 간부와 '거래'를 하는 예도 많다. 그러나 선거시에는 압력단체가 표면에 나오지 않는 편이 현명한 것으로 되어 있다. 왜냐하면 압력단체가 강력히 지지한 특정후보가 낙선했을 경우 단체의 역량의 한계가 표면화되므로 오히려 그 투표력을 밝히지 않는 편이 유리한 거래를 가능케 하기 때문이다. 또 당선된 대항 후보자의 반감도 피할 필요가 있기 때문이다. 이렇게 해서 선거전 수행의 임무는 정당에 맡겨지고 압력단체는 오히려 '지하로 잠행(潛行)하는 것'으로 되어 있다.

### 입법부에 대한 압력활동
당선의원이 정해지면 로비스트는 모든 의원에 대해서 철저한 조사를 하고 모든 의원을 '안전'·'적대'·'불명' 등 셋으로 분류한 카드 목록을 작성한다. 또한 의장 및 위원회의 구성은 법안의 운명을 실질럭으로 좌우하므로 단체에 대해 호의적인 의장과 위원들을 확보하기 위한 공작을 한다.
다음에 로비스트는 의회에 제출된 법안의 어떤 것은 통과를 촉진하고 또 어떤 것은 통과를 저지하는 노력을 하는 것에만 그치지 않고 적극적으로 직접 법안의 기초를 담당하여 의원을 통해서 의회에 제출하는 일도 있다. 그리고 그 목적에 관련되는 사실이나 통계를 조사하여 문제점을 분석 검토하고 다른 국가의 법제를 비교연구하는 연구조사기관을 만들고 유능한 법률전문가를 고용하고 있는 예도 적지 않다. 법안의 실질적인 심의는 위원회가 담당하므로 위원회는 로비스트의 정력적인 활동의 무대가 된다. 공청회에서 전문적인 의견을 말하고 또 위원회에서 증인으로서 문제점이나 실정을 상세히 설명하는 것은 대단히 효과적이지만 궁극적으로는 '의원'을 자기 편으로 만드는 일이 가장 중요하다. 전에는 노골적인 매수나 협박 등의 부정수단이 동원되었으나 현재는 같은 행위가 보다 세련된 방법으로 자행되고 있다.

### 행정부에 대한 압력활동
1930년대 이후의 집행권 강화집중의 경향에 따라 대통령이 정책결정의 중추적 역할을 하게 되었다. 유력한 압력단체는 직접 대통령과 회담하거나 여당간부 또는 대통령의 고문을 통해서 대통령에게 작용한다. 또한 행정관청과 접촉하여 각종 심의회나 행정위원회에 참여함으로써 정보를 입수하여 관청측의 양해를 얻는 등 밀접하고 불가분한 관계를 맺는다.
오늘날 행정부는 국정의 중심적인 지위를 차지하고 있으므로 압력단체 활동의 초점도 자연히 의회에서 행정부로 옮겨지고 있다. 또 행정부로서도 오늘과 같은 사회적 이해관계가 세분된 대규모의 기술시대에는 여러 이해단체와의 부단한 접촉으로 충분한 정보를 얻어서 행정의 원활을 기할 필요가 있다.
압력단체에 있어서는 입법은 그 활동의 초보적 대상으로 그 반대하는 법안이 의회를 통과해서 대통령의 서명이 끝난 후에도 실망은 않는다. 즉 법률의 현실적 의미는 그것이 실제로 적용되는 데서 생기므로 이 단계에서 압력단체는 법실시(法實施)에 필요한 예산의 삭감과 법시행의 구체적인 세목을 정하는 행정규칙이나 시행규정을 통해서 법의 내용을 무의미하게 만드는 방향으로 이끌어 가는데 전력을 기울인다.

### 사법부에 대한 압력활동
압력단체는 그 이익에 대해 호의적인 판사의 임명과 적대적인 판사의 임명저지를 위해서 대통령 및 상원에 작용하는 것은 물론이며 반갑지 않은 법이 제정되었을 때는 그 법의 위헌성을 법정에 호소하여 위헌판결을 통해서 문제의 입법의 근거를 뒤집으려고 한다.

## 법적 규제
압력정치가 오늘날의 정치운영에 있어서 중요한 역할을 다하고 있음은 사실이나 그 반면에 커다란 폐해가 있다는 것도 무시할 수가 없다. 그래서 압력단체를 법적으로 규제해서 정치의 공공성과 공명성을 보장할 필요가 생긴다. 그러나 헌법상 조직 및 활동이 인정된 압력단체를 전면적으로 금지한다는 것은 불가능한 일이다. 그러므로 압력단체의 조직과 활동은 공인하되 그 활동에 따르는 부정을 배제하고 활동 자체를 공개화함으로써 공명성을 보장할 필요가 생긴다.
미국에서는 압력단체를 규제하는 특별법의 입법활동이 주정부 단계에서 먼저 실현되었다. 1890년 매사추세츠 주에서 먼저 이러한 입법을 제정하였으며 1948년에는 36개 주에서 그 예를 따랐다. 법의 내용은 주에 따라 구구하나 입법에 대한 부당한 작용을 금하거나 로비스트의 등록과 자금내용 보고를 요구한 것이 많다. 그러나 입법기술상의 곤란도 있고 또 당국의 열의도 없고 해서 실효는 별로 거두지 못했다.
연방법으로서는 1870년대 이래 특히 상원에서 이러한 입법을 열심히 주창했으나 실지로 제정된 것은 1946년이었다(의회 재조직법 제3부, 통칭 연방 lobbying 규제법). 이 법의 대상은 주로 입법과정에 대한 작용으로 한정되어 로비스트의 등록과 그 활동내용 일부의 보고 및 자금내용의 계출 등이 규정되어 있다.

## 같이 보기
- 정체성 정치
- 로비 활동